# Alessia
Alessia  è un nome proprio di persona italiano femminile.

## Varianti
- Ipocoristici: Ale
- Maschili: Alessio

### Varianti in altre lingue
- Francese: Alexia, Alexie
- Inglese: Alexia[1], Alexis[1]
- Ligure: Alescia[2]
  - Ipocoristici: Lescia
- Polacco: Aleksja
- Portoghese: Aleixa
- Serbo: Алексија (Aleksija)
- Sloveno: Aleksija
- Spagnolo: Aleja
- Tedesco: Alexia[1]

## Origine e diffusione
Si tratta di un adattamento femminile recente del nome Alessio, che deriva dal greco antico  Ἄλεξις  (Álexis) e ha il significato di "difensore". In alcuni casi può rappresentare una forma abbreviata di Alessandra.
Secondo l'ISTAT, Alessia è uno dei nomi più popolari per le nuove nate dell'inizio del XXI secolo in Italia, risultando il primo nome più assegnato nel 2000, il quinto più diffuso del 2004 e il sesto del 2006.

## Onomastico
L'onomastico si può festeggiare il 9 gennaio in memoria della beata Alix Le Clerc (chiamata anche "Alessia"), monaca agostiniana e fondatrice, insieme a san Pierre Fourier, delle Canonichesse di Sant'Agostino della Congregazione di Nostra Signora. Alternativamente, si può festeggiare anche lo stesso giorno del maschile, cioè in genere il 17 luglio in memoria di sant'Alessio, mendicante o il 1 novembre per la Festa di Tutti i Santi.

## Persone
- Alessia Amendola, attrice, doppiatrice e conduttrice radiofonica italiana
- Alessia Capparelli, meglio conosciuta come Aless, cantante e rapper slovacca
- Alessia Fabiani, modella e showgirl italiana
- Alessia Filippi, nuotatrice italiana
- Alessia Mancini, showgirl e attrice italiana
- Alessia Marcuzzi, conduttrice televisiva, attrice e showgirl italiana
- Alessia Merz, modella, attrice e showgirl italiana
- Alessia Piovan, modella e attrice italiana
- Alessia Russo, calciatrice inglese
- Alessia Tuttino, calciatrice italiana
- Alessia Ventura, showgirl italiana

### Variante Alexia
- Alexia, cantautrice italiana
- Alexia dei Paesi Bassi, figlia di Guglielmo Alessandro dei Paesi Bassi
- Alexia Degremont, attrice, cantante e ballerina francese.
- Alexia Djilali, pallavolista francese
- Alexia Fast, attrice canadese
- Alexia Portal, attrice francese
- Alexia Runggaldier, biatleta italiana
- Alexia Vassiliou, cantante cipriota

### Variante Alexis

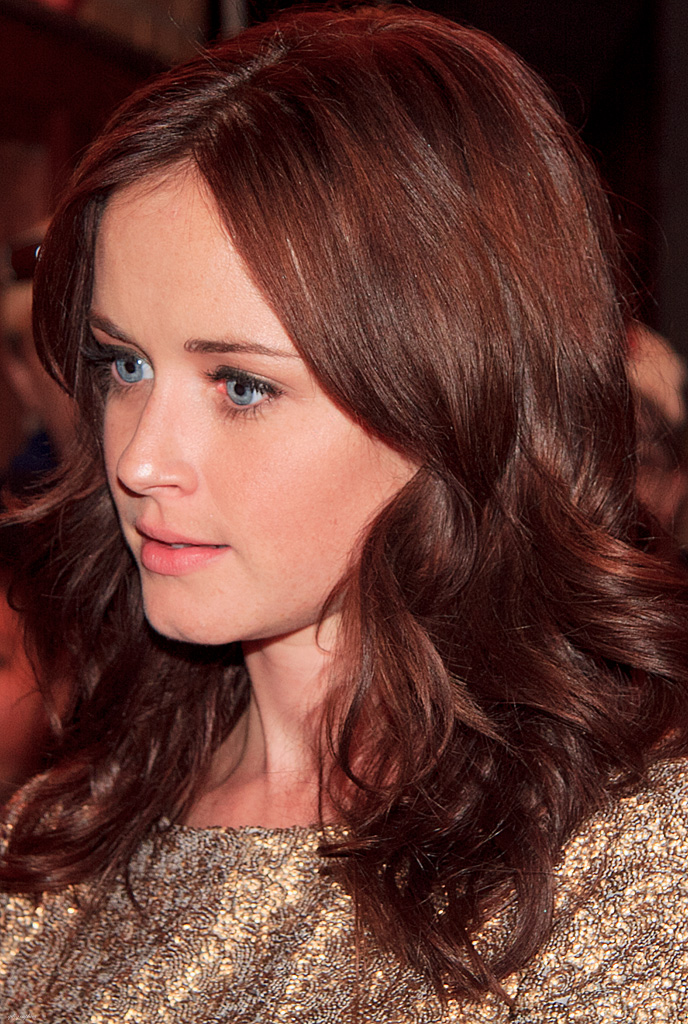
Alexis Bledel

- Alexis Arquette, attrice statunitense
- Alexis Bledel, attrice statunitense
- Alexis Davis, artista marziale mista canadese
- Alexis Dziena, attrice statunitense
- Alexis Herman, politica statunitense
- Alexis Jordan, cantante e attrice statunitense
- Alexis Kaufman, wrestler statunitense.
- Alexis Smith, attrice statunitense
- Alexis Zegerman, attrice e drammaturga britannica

## Il nome nelle arti
- Alexis Castle è un personaggio della serie televisiva poliziesca Castle Detective tra le righe, interpretata da Molly Quinn.
- Alexis Colby è un personaggio della soap opera Dynasty.
- Alessa Gillespie è un personaggio, antagonista della serie di videogiochi Silent Hill e del film omonimo.
- Alexis Meade è un personaggio della serie televisiva Ugly Betty.
- Alessia Righi è un personaggio della soap opera italiana CentoVetrine, interpretato da Eleonora di Miele.
- Alexia è un personaggio della serie Pokémon.